# 葉利沙湖
55°30′36″N 31°48′22″E / 55.51000°N 31.80611°E
葉利沙湖（俄语：Ельша），是俄羅斯的湖泊，位於該國西部斯摩棱斯克州，由傑米多夫斯基區負責管轄，長2.2公里、寬0.7公里，面積0.95平方公里，海拔高度179米，最大水深3.5米。